# Директива 76/211/ЕИО (Директива за готовите опаковки)
Директива 76/211/ЕИО на Съвета от 20 януари 1976 година относно сближаване на законодателствата на държавите членки относно определянето на теглото и обема на някои продукти в готови опаковки (неофициално накратко Европейска директива за готовите опаковки) е Европейска директива, която определя доколко масата или обемът на съдържащия се в опаковката продукт може да се различава от отбелязаното върху опаковката количество. Съответствието с директивата се означава върху опаковката със стилизираната малка буква ℮, която идва от quantité estimée (френският израз за „номинално, очаквано количество“).

## Обща информация
При пълнене на опаковките чрез механизирани системи за пълнене не могат да се избегнат разлики (колебания) между количеството продукт в отделните опаковки. Действителното съдържание на опаковката не съвпада с означеното върху нея. За да не се ощетяват потребителите, много законодателства определят максимално допустимите отклонения при тази търговска операция.
В страните от Европейския съюз, до влизането в сила на директивата за предварително опакованите продукти, се прилагаха различни правила. Те се различаваха по допустимите отклонения и стойностите за количеството. В някои страни се определяше минималното количество, а в други – средното количество.
Директивата на ЕС за предварително опакованите продукти замени тези различни регламенти с един-единствен набор от правила. Според нея съдържанието на опаковката трябва да отговаря на следните изисквания:
- Действителното количество да съответства средно на посоченото (означеното) количество (принцип на осредяването)
- Само при малък брой опаковки фактическото количество може да се отклонява от посоченото на опаковката с повече от максимално допустимото отклонение
- При нито една опаковка действителното количество не трябва да е под определеното количество с повече от два пъти максималното допустимо отклонение.

Максималното отклонение е показано по-долу (зависи от размера на опаковката).
| от (g или ml) | до (g или ml) | максимално отклонение в % от обявеното съдържание на опаковката | максимално отклонение абсолютна стойност (g или ml) |
| ------------- | ------------- | --------------------------------------------------------------- | --------------------------------------------------- |
| 5             | 50            | 9                                                               | –                                                   |
| 50            | 100           | –                                                               | 4,5                                                 |
| 100           | 200           | 4,5                                                             | –                                                   |
| 200           | 300           | –                                                               | 9                                                   |
| 300           | 500           | 3                                                               | –                                                   |
| 500           | 1000          | –                                                               | 15                                                  |
| 1000          | 20000         | 1,5                                                             | –                                                   |

Опакованите продукти, пълнени с чрез механични устройства за пълнене, които отговарят на директивата, трябва да са означени със знака за оценка (на номиналното количество) ℮, който произлиза от малкото „е“. Знакът трябва да е най-малко 3 mm висок. Той може да се поставя преди или след числото за количеството; напр. „℮ 250 g“ или „1314 ml ℮“ или „℮ 1 Liter“.

## Компютърна типография
Знакът ℮ се съдържа в блока от т. нар. буквоподобни символи на Unicode и в различните системи може да се възпроизведе чрез клавишни комбинации или кодове:
| Apple Macintosh   | в палитрата от знаци търсете ESTIMATED SYMBOL |
| HTML              | &#8494; oder &#x212e;                         |
| Microsoft Windows | Alt + +212E                                   |
| Microsoft Windows | Alt + +212E oder 212E Alt + X                 |
| Microsoft Word    | U+212e                                        |
| OpenOffice.org    | Ctrl + Shift + 212E                           |
| TeX               | \textestimated                                |
| Unicode           | U+212e                                        |
| XML               | &#x212e;                                      |
| Python            | u"\u212e" oder u"\N{ESTIMATED SYMBOL}"        |